# Força aérea
Uma força aérea é, em sentido lato, o ramo aéreo das forças armadas de uma nação, estando encarregue de conduzir a guerra aérea. As forças aéreas de alguns países são oficialmente designadas com termos alternativos como "aeronáutica militar", "exército do ar", "arma aérea" ou "corpo aéreo".
Em sentido restrito, o termo "força aérea" (neste caso, referida como "força aérea tática" ou "força aérea numerada") também se pode referir a uma grande unidade aérea, dentro de uma força aérea nacional.
Tipicamente, as forças aéreas são responsáveis pela operação de uma combinação de caças, caça-bombardeiros, bombardeiros, helicópteros, aviões de transporte e outras aeronaves. Algumas forças aéreas também são responsáveis pela operação de equipamentos aerospaciais e de mísseis balísticos intercontinentais. Outras são também encarregues da operação de armas de defesa antiaérea baseadas no solo, como canhões antiaéreos, mísseis terra-ar ou mísseis antibalísticos.
As forças armadas de alguns países dispõem - em vez de um - de dois ramos aéreos independentes: um exclusivamente responsável pelas operações de defesa aérea (força de defesa aérea) e o outro responsável pelas restantes operações da guerra aérea (força aérea propriamente dita). Por outro lado, os ramos navais e terrestres das forças armadas de muitos países dispõem de componentes aéreas próprias, destinadas a prestarem-lhes apoio direto.

## História
As unidades militares de aerostação são geralmente vistas como os primeiros exemplos de forças aéreas. Essas unidades - criadas em vários exércitos a partir da segunda metade do século XIX - utilizavam, sobretudo, balões para observação das posições e dos movimentos inimigos. No entanto, com a invenção das aeronaves mais pesadas que o ar no início do século XX, os aviões foram começando a substituir os aeróstatos, dando origem à aviação militar.
A primeira verdadeira força aérea do mundo foi a Aéronautique militaire do Exército Francês, criada em 1910. Em 1911, durante a Guerra Ítalo-Turca, o Exército Italiano utilizou pela primeira vez aviões em missões de combate (observação e bombardeamento) na Líbia.
No início da Primeira Guerra Mundial, além da França, já vários países dispunham de forças aéreas dependentes dos seus exércitos ou marinhas, nomeadamente a Alemanha - Fliegertruppen -, a Itália - Corpo Aeronautico Militare -, o Reino Unido - Royal Flying Corps do exército e Royal Naval Air Service da marinha - e a Rússia - Императорскiй военно-воздушный флотъ (Frota Aérea Militar Imperial). Estas forças aéreas estavam já equipadas com um número significativo de caças e de bombardeiros. Além destes, outros países dispunham de serviços ou de pequenas secções de aviação militar, normalmente vocacionadas para o reconhecimento aéreo e observação.
|  |  |  |

### Operações aéreas independentes
Durante a Primeira Guerra Mudial, as Fliegertruppen alemãs (mais tarde redesignadas "Luftstreitkräfte", literalmente "Forças Armadas Aéreas") foram a primeira força a realizar operações aéreas independentes, ao organizarem ataques estratégicos às cidades britânicas. Estes ataques foram realizados com dirigíveis do tipo zeppelin, utilizados para o lançamento de bombas sobre as infraestruturas inimigas situadas a grandes distâncias.
As operações aéreas independentes continuaram a ser desenvolvidas no período entreguerras, nomeadamente pelos japoneses na China e pelos Alemães durante a Guerra Civil de Espanha.
Durante a Segunda Guerra Mundial, as forças aéreas assumiram uma importância ainda maior. As operações de ataque estratégico continuaram com os ataques dos bombardeiros de longo alcance da Luftwaffe à Grã-Bretanha e, mais tarde, com os ataques das forças aéreas aliadas à Alemanha. A Segunda Guerra Mundial terminou quando bombardeiros estratégicos da Força Aérea do Exército dos Estados Unidos lançaram bombas atómicas em Hiroshima e Nagasaki em agosto de 1945.

### Forças aéreas independentes

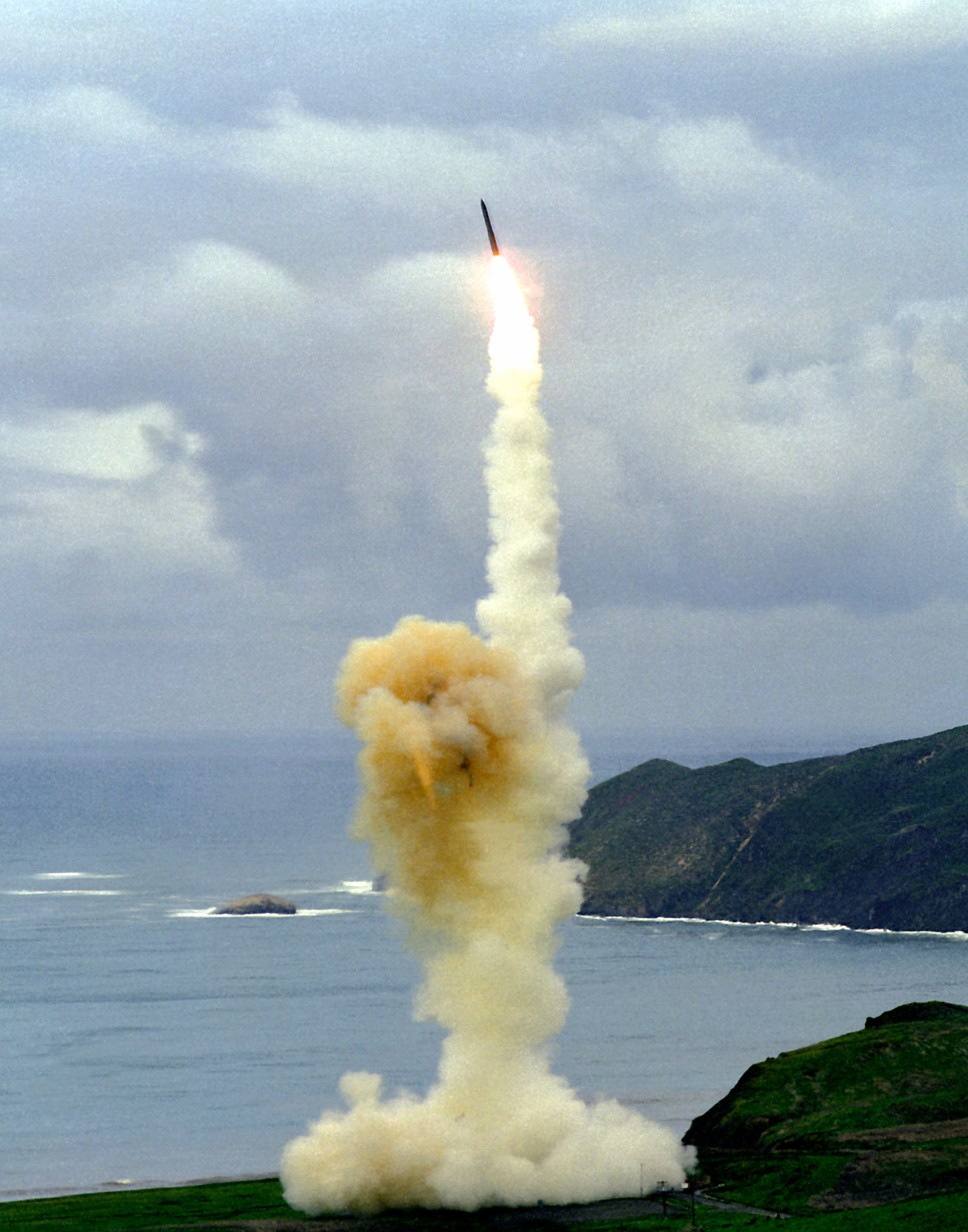
Lançamento de um míssil intercontinetal Minuteman III da Força Aérea dos EUA.

Uma força aérea independente é uma que constitui um ramo separado das forças armadas de uma nação, em igualdade de circunstâncias com os restantes ramos tradicionais (normalmente o exército e a marinha).
A Ilmavoimat filandesa reclama ser a primeira força aérea independente do mundo, tendo sido criada a 6 de março de 1918, com apenas uma aeronave e comandada por um oficial subalterno. No entanto, considera-se, normalmente a Royal Air Force (RAF) britânica como a primeira força aérea independente do mundo com uma dimensão relevante. A RAF foi criada a 1 de abril de 1918 através da fusão do Royal Flying Corps do Exército Britânico com o Royal Naval Air Service da Royal Navy. Ao ser criada, a RAF compreendia mais de 20 000 aeronaves, sendo comandada por um major-general (o Chefe do Estado-Maior do Ar) e administrada por um ministério privativo (o Ministério do Ar).
Durante o período entreguerras, outras nações criaram forças aéreas independentes, nomeadamente a União Soviética - Рабоче-крестьянский воздушный флотem (Frota Aérea dos Operários e Camponeses) em 1918 -, a Itália - Regia Aeronautica em 1923 -, o Chile - Fuerza Aérea Nacional em 1930 -, a Grécia - Ελληνική Αεροπορία (Aviação Helénica) em 1930 -, a França - Armée de l'Air em 1934 -, a Alemanha - Luftwaffe em 1935 e a Espanha - Ejército del Aire em 1939.
No entanto, tanto o Japão como os EUA - apesar de disporem de importantes aviações militares - não criaram forças aéreas independentes, mantendo-as na dependência dos respetivos exércitos e marinhas.
No final da Segunda Guerra Mundial, a tendência de quase todos os países que não o tinham antes feito, foi a da transformação das suas forças aéreas em ramos independentes das forças armadas. Assim, a maior força aérea do mundo (a Força Aérea do Exército dos EUA) tornou-se independente em 1947, sendo transformada na Força Aérea dos EUA. No entanto, os EUA continuaram a manter sob a dependência da marinha a sua importante aviação naval, só por si considerada a terceira maior força aérea do mundo.
O Canadá, no entanto, deu um passo na direção contrária, na década de 1960, ao fundir a sua Royal Canadian Air Force independente, com o Canadian Army e a Royal Canadian Navy, formando as Forças Canadianas unificadas.

## Missão das forças aéreas
Uma força aérea tem como missão garantir o poder aéreo da sua nação. O poder aéreo consiste em três funções:
1. Projeção aérea - é a capacidade de colocar, pelo ar, uma força militar em determinado local, numa determinada altura;
2. Interdição aérea - é a capacidade de negar ao inimigo a sua liberdade de ação;
3. Supervisão aérea - é a capacidade de vigiar e monitorizar o espaço aéreo com a finalidade de exercer o seu comando e controlo.

|  |  |  |

## Organização

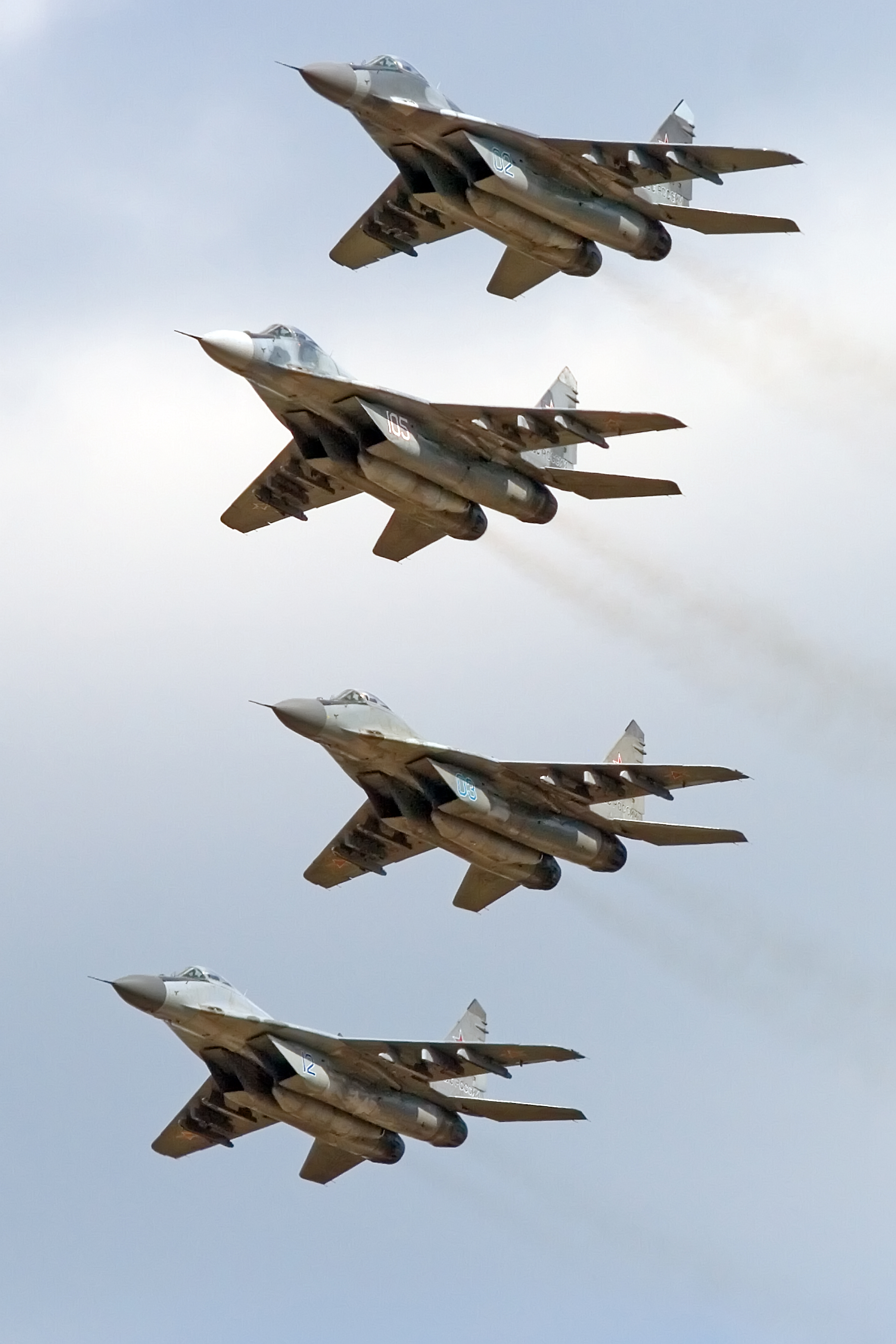
Caças MiG-29 da força aérea russa.

Tal como os outros ramos das forças armadas, as forças aéreas dispõem de uma organização vertical e de uma horizontal típicas. A organização vertical corresponde aos vários escalões hierárquicos de unidades aéreas. A organização horizontal corresponde às várias especialidades e ramos das forças aéreas.

### Organização vertical
Em termos de organização vertical as forças aéreas englobam unidades de voo de vários escalões. A designação das unidades varia de força aérea para força aérea, mas podem-se considerar, tipicamente, em ordem crescente:
1. Parelha, elemento ou secção - composta por duas aeronaves, sendo, normalmente, uma unidade não permanente constituída apenas para a realização de uma determinada missão de voo;
2. Esquadrilha - constituída por quatro a oito aeronaves, sob o comando de um capitão. É, normalmente, a menor unidade de voo permanentemente organizada. Algumas forças aéreas designam as suas unidades equivalentes à esquadrilha com termos alternativos relacionados com o ar, como "voo", "bando" ou "enxame";
3. Esquadra ou esquadrão - normalmente é o principal tipo de unidade permanente das forças aéreas, sendo comandada por um tenente-coronel ou major e composta por várias esquadrilhas. Normalmente, a esquadra ou esquadrão está equipada com um único tipo de aeronave. No passado, também era comum designá-la, em várias forças aéreas, como "grupo de esquadrilhas";
4. Grupo - é o agrupamento de duas ou mais esquadras ou esquadrões do mesmo tipo ou de tipos afins, normalmente, sob o comando de um coronel. Nalgumas forças aéreas, este tipo de unidade é designado "regimento";
5. Ala - é, normalmente, a primeira grande unidade aérea, comandada por um oficial general. Pode resultar do agrupamento de vários grupos, ou mesmo do agrupamento direto de várias esquadras ou esquadrões. Nalgumas forças aéreas os termos "ala" e "grupo" são usados de forma inversa, sendo um grupo composto por várias alas;
6. Divisão aérea - resulta do agrupamento de várias alas, sob o comando de um oficial general. É a equivalente aérea da divisão das forças terrestres, podendo a sua organização variar de uma força aérea para outra. Normalmente só existe nas grandes forças aéreas;
7. Força aérea - é uma grande unidade resultante do agrupamento de várias divisões aéreas ou mesmo, do agrupamento direto de várias alas. Para não se confundir com a força aérea no sentido de ramo aéreo das forças armadas de uma nação, é frequentemente referida como "força aérea numerada" ou como "força aérea tática". Nalgumas forças aéreas, esta grande unidade é designada "exército aéreo";
8. Comando aéreo - é, normalmente, a maior unidade em que se divide o ramo aéreo das forças armadas de um país. Pode ser um comando aéreo geográfico - com responsabilidade pelo comando de todas as forças aéreas num determinado teatro de operações - ou ser um comando aéreo funcional - responsável pelo comando de um determinado tipo de forças aéreas, independentemente da região onde atuam.

### Organização horizontal
Em termos de organização horizontal, as forças aéreas dividem-se, basicamente, em unidades de voo e unidades de apoio no solo:
1. Unidades de voo - são as unidades que operam diretamente as aeronaves da força aérea. Podem incluir unidades de caça, de ataque, de bombardeamento, de instrução, de busca e salvamento, de reconhecimento, de transporte e de patrulha;
2. Unidades de solo - são as unidades que, a partir do solo, dão todo o apoio necessário à operação das unidades aéreas e ao controlo do espaço aéreo. Incluem as unidades de apoio de manutenção, de segurança e proteção da força, de radar, de serviço de aeródromo, de controlo aéreo e outras. Também existem unidades de combate no solo, como as de defesa antiaérea e de mísseis balísticos.

## Pessoal das forças aéreas
As forças aéreas incluem pessoal de diversas especialidades, do qual, apenas uma pequena minoria são pilotos. Devido à grande quantidade de material altamente sofisticado que é operado, uma grande proporção do pessoal das forças aéreas é constituída por técnicos qualificados. Tal como nos restantes ramos das forças armadas, também o pessoal das forças aéreas está fortemente hierarquizado.

### Especialidades
Por áreas funcionais o pessoal de força aérea inclui os seguintes tipos de especialistas:
1. Área de operações aéreas: pilotos, navegadores, técnicos de comunicações e criptografia, meteorologistas, controladores de tráfego aéreo e técnicos de deteção e conduta de intercepção;
2. Área de manutenção: engenheiros aeronáuticos, engenheiros de aeródromo, engenheiros eletrotécnicos, técnicos de manutenção de material aéreo, técnicos de manutenção de material terrestre, técnicos de manutenção de material eletrotécnico, técnicos de manutenção de armamento e técnicos de manutenção de infraestruturas;
3. Área de apoio geral: médicos, enfermeiros, técnicos de saúde, pessoal de administração aeronáutica, técnicos de abastecimento, pessoal de segurança e proteção da força e técnicos de informática.

|  |  |  |  |

### Hierarquia
Tal como o pessoal dos restantes ramos das forças armadas, o das forças aéreas está dividido, hierarquicamente, em três grandes categorias: oficiais, sargentos e praças. Cada categoria inclui vários postos, cujas designações, na maioria das forças aéreas, são iguais às dos postos correspondentes dos exércitos. No entanto, existem excepções. Os postos dos oficiais da Royal Air Force e das forças aéreas de alguns outros países da Commonwealth têm um sistema de designação especial, baseado, em parte nas designações dos postos navais.

## Lista de algumas forças aéreas nacionais
| Cocar | Distintivo de cauda | País                      | Designação local                                                                                            | Tradução literal                                    |
| ----- | ------------------- | ------------------------- | --- | --------------------------------------------------- |
|       |                     | África do Sul             | South African Air Force (SAAF)                                                                              | Força Aérea Sul Africana                            |
|       |                     | Albânia                   | Forcave Ajrore Shqiptare                                                                                    | Força Aérea Albanesa                                |
|       |                     | Alemanha                  | Deutsche Luftwaffe                                                                                          | Arma Aérea Alemã                                    |
|       |                     | Angola                    | Força Aérea Nacional (FAN)                                                                                  |                                                     |
|       |                     | Argentina                 | Fuerza Aérea Argentina                                                                                      | Força Aérea Argentina                               |
|       |                     | Austrália                 | Royal Australian Air Force (RAAF)                                                                           | Real Força Aérea Australiana                        |
|       | Não usado           | Áustria                   | Luftstreitkräfte                                                                                            | Forças Armadas Aéreas                               |
|       |                     | Bélgica                   | Luftkomponente / Composante Air                                                                             | Componente Ar                                       |
|       |                     | Brasil                    | Força Aérea Brasileira (FAB)                                                                                |                                                     |
|       |                     | Canadá                    | Royal Canadian Air Force / Aviation royale du Canada                                                        | Real Força Aérea Canadiana                          |
|       | Não usado           | Bulgária                  | Военновъздушни сили [Bulgarski Voenno Vzdushni Sili]                                                        | Força Aérea Búlgara                                 |
|       |                     | Chile                     | Fuerza Aérea de Chile (FACh)                                                                                | Força Aérea do Chile                                |
|       |                     | China (Formosa)           | 中華民國空軍 [Zhōnghuá Mínguó Kōngjūn]                                                                      | Força Aérea da República da China                   |
|       | Não usado           | China (República Popular) | 中國人民解放軍空軍 [Zhōngguó Rénmín Jiěfàngjūn Kōngjūn]                                                     | Força Aérea do Exército Popular de Libertação       |
|       |                     | Croácia                   | Hrvatsko Ratno Zrakoplovstvo i Protuzrakoplovna Obrana                                                      | Força Aérea e de Defesa Aérea Croata                |
|       |                     | Dinamarca                 | Flyvevåbnet                                                                                                 | Força Aérea                                         |
|       |                     | Equador                   | Fuerza Aérea Ecuatoriana                                                                                    | Força Aérea Equatoriana                             |
|       | Não usado           | Eslováquia                | Veliteľstvo Vzdušných Síl                                                                                   | Força Aérea                                         |
|       |                     | Eslovénia                 | Vojaško Letalstvo in Zracna Obramba Slovenske Vojske                                                        | Aviação Militar e Defesa Aérea do Exército Esloveno |
|       |                     | Espanha                   | Ejército del Aire                                                                                           | Exército do Ar                                      |
|       |                     | Estados Unidos da América | United States Air Force (USAF)                                                                              | Força Aérea dos Estados Unidos                      |
|       |                     | Estónia                   | Eesti Õhuvägi                                                                                               | Força Aérea da Estónia                              |
|       | Não usado           | Finlândia                 | Suomen Ilmavoimat / Finländska flygvapnet                                                                   | Força Aérea Finlandesa                              |
|       |                     | França                    | Armée de l’air                                                                                              | Exército do Ar                                      |
|       |                     | Grécia                    | Πολεμική Αεροπορία [Polemikí Aeroporía]                                                                     | Aviação Militar                                     |
|       | Não usado           | Hungria                   | Magyar Légierö                                                                                              | Força Aérea Magiar                                  |
|       |                     | Índia                     | Indian Air Force (IAF)                                                                                      | Força Aérea Indiana                                 |
|       |                     | Irlanda                   | Aer Chór na hÉireann / Irish Air Corps                                                                      | Corpo Aéreo Irlandês                                |
|       | Não usado           | Israel                    | חיל האוויר [Heyl HaAvir]                                                                                    | Corpo Aéreo                                         |
|       |                     | Itália                    | Aeronautica Militare Italiana (AMI)                                                                         | Aeronáutica Militar Italiana                        |
|       | Não usado           | Japão                     | 航空自衛隊 [Kōkū Jieitai]                                                                                   | Força Aérea de Autodefesa do Japão                  |
|       | Não usado           | Letónia                   | Latvijas Gaiaspeki                                                                                          | Força Aérea Letã                                    |
|       |                     | Marrocos                  | القوات الجوية الملكية المغربية ['al-Quwwat al-Jawwiyah al-Malakiyah al-Maghribiyah]                         | Real Força Aérea Marroquina                         |
|       |                     | Nova Zelândia             | Royal New Zealand Air Force (RNZAF)                                                                         | Real Força Aérea da Nova Zelândia                   |
|       | Não usado           | Noruega                   | Luftforsvaret                                                                                               | Força Aérea                                         |
|       | Não usado           | Países Baixos             | Koninklijke Luchtmacht (KLu)                                                                                | Real Força Aérea                                    |
|       |                     | Paquistão                 | Pakistan Air Force (PAF)                                                                                    | Força Aérea do Paquistão                            |
|       | Não usado           | Polónia                   | Siły Powietrzne Rzeczypospolitej Polskiej                                                                   | Força Aérea Polaca                                  |
|       |                     | Portugal                  | Força Aérea Portuguesa (FAP)                                                                                |                                                     |
|       |                     | Reino Unido               | Royal Air Force (RAF)                                                                                       | Real Força Aérea                                    |
|       | Não usado           | República Checa           | Vzdušné síly AČR                                                                                            | Força Aérea do Exército da República Checa          |
|       | Não usado           | Roménia                   | Forţele Aeriene Române                                                                                      | Força Aérea Romena                                  |
|       |                     | Rússia                    | Военно-воздушные силы (BBC) [Wojenno-Wosduschnye Sily]                                                      | Forças Aéreas Militares                             |
|       |                     | Sérvia                    | Ваздухопловство и противваздухопловна одбрана Војске [Vazduhoplovstvo i protivvazduhoplovna odbrana Vojske] | Aviação e Defesa Antiaérea do Exército              |
|       |                     | Suécia                    | Flygvapnet                                                                                                  | Força Aérea                                         |
|       | Não usado           | Suíça                     | Schweizer Luftwaffe / Forces Aériennes Suisses / Forze Aeree Svizzere                                       | Forças Aéreas Suíças                                |
|       |                     | Tailândia                 | Kong Thab Akat Thai                                                                                         | Real Força Aérea Tailandesa                         |
|       |                     | Turquia                   | Türk Hava Kuvvetleri                                                                                        | Forças Aéreas Turcas                                |
|       |                     | Ucrânia                   | Повітряні Сили України [Povitryani Syly Ukrayiny]                                                           | Força Aérea da Ucrânia                              |
|       |                     | Uruguai                   | Fuerza Aérea Uruguaya                                                                                       | Força Aérea Uruguaia                                |